# Landhaus Carl Schampel

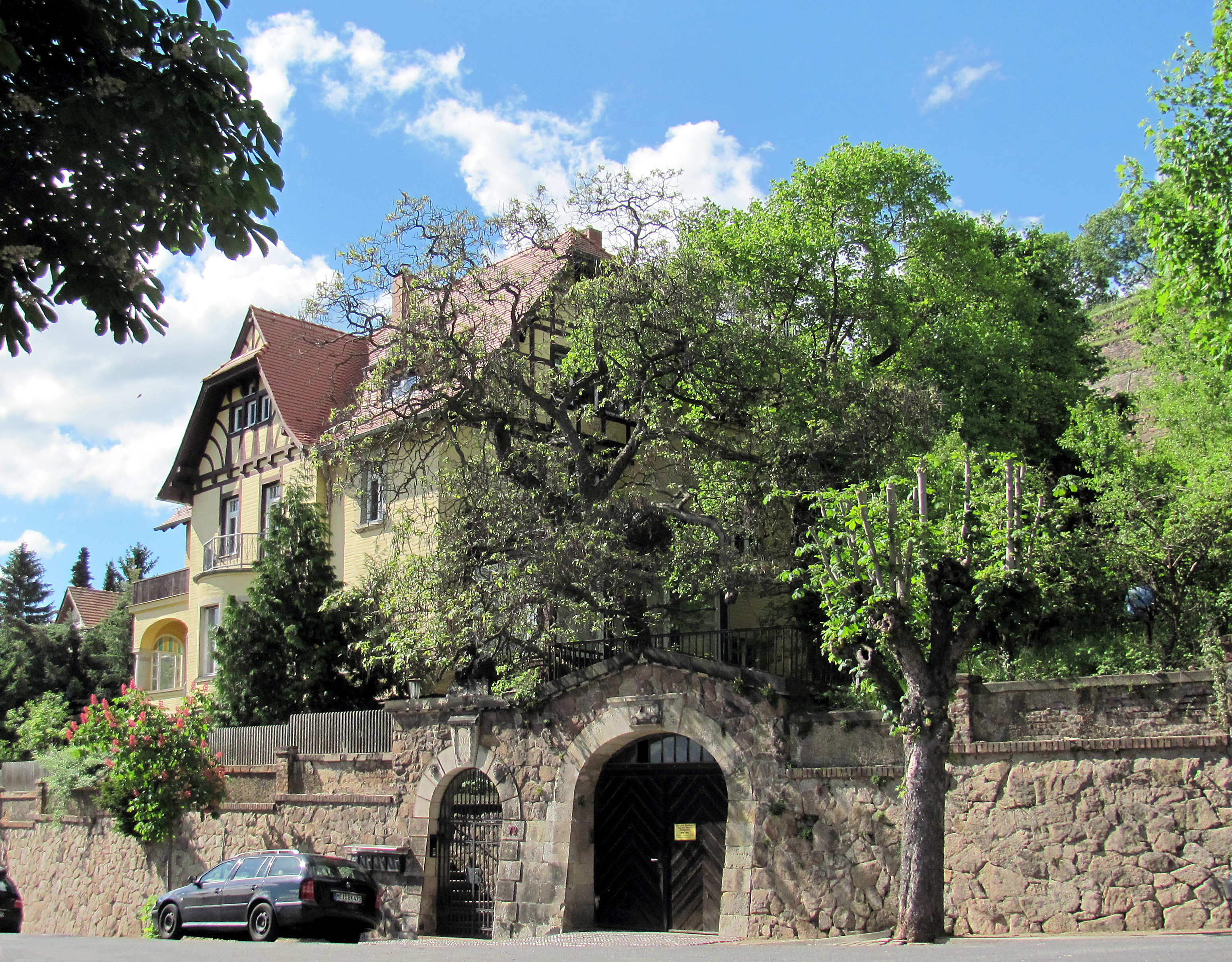
Landhaus Carl Schampel mit Garagentor

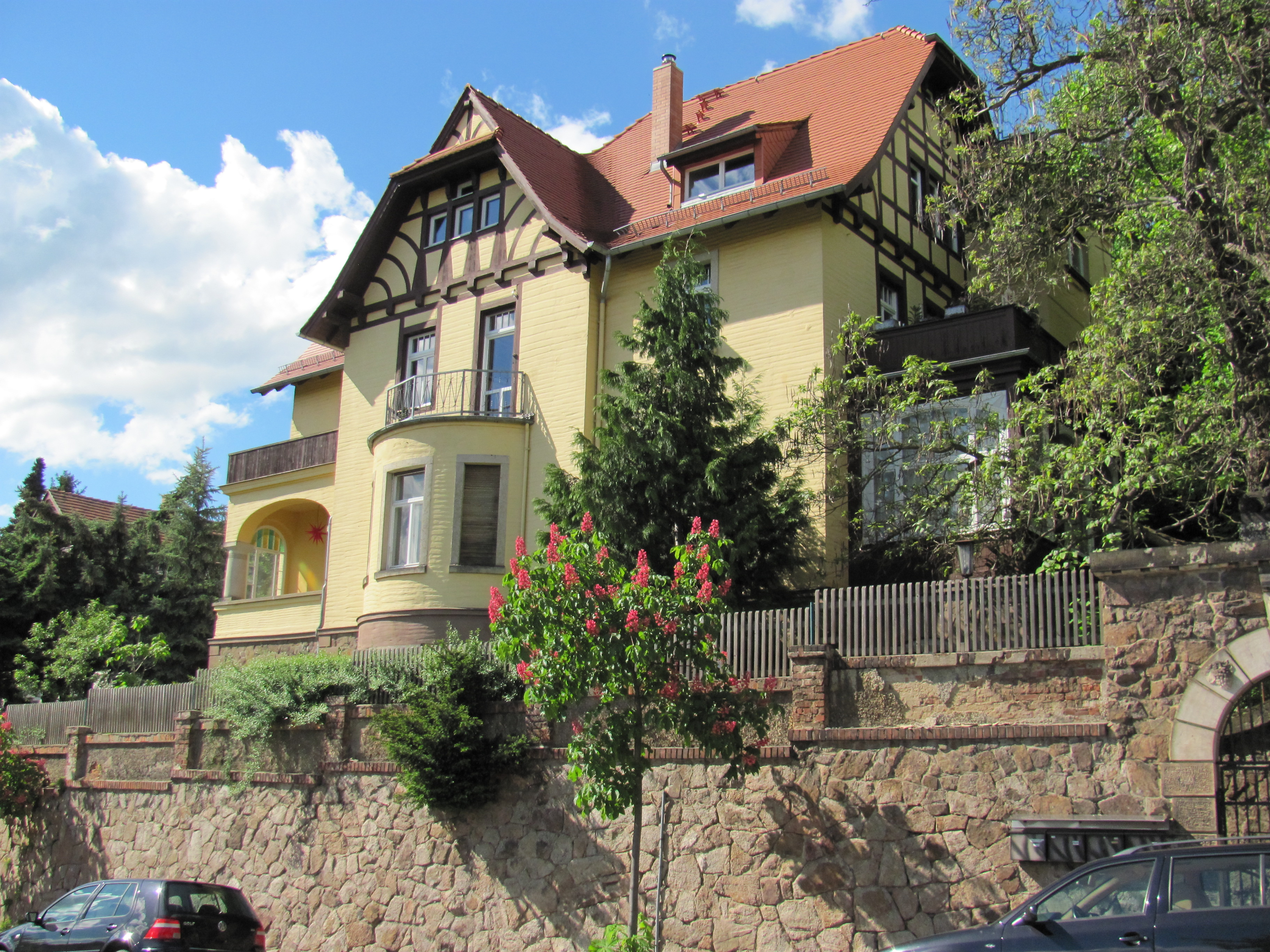
Landhaus Carl Schampel

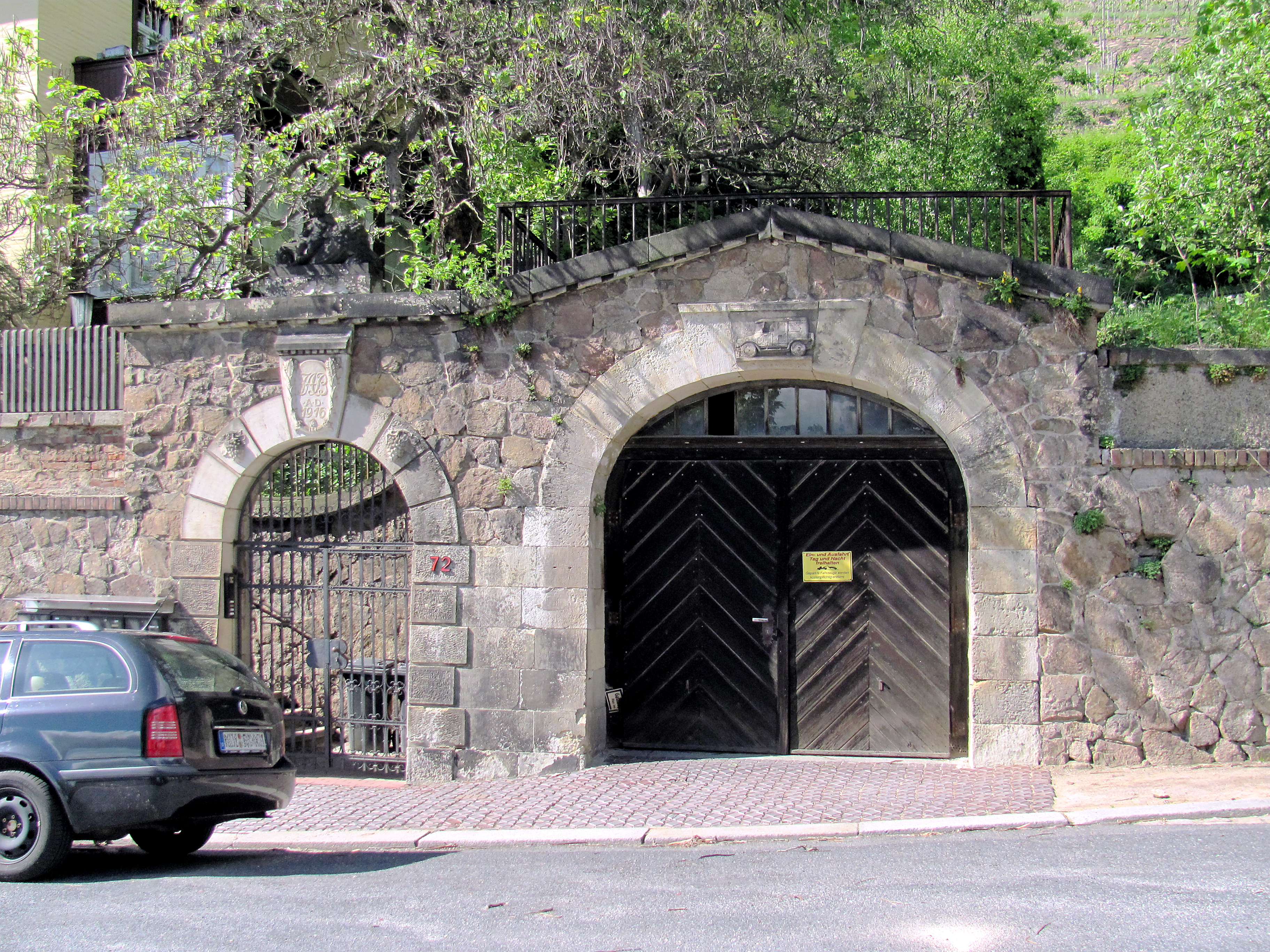
Landhaus Carl Schampel, Garage

Das Landhaus Carl Schampel liegt in der Hoflößnitzstraße 72 im Stadtteil Oberlößnitz der sächsischen Stadt Radebeul. Es wurde 1906/1907 nach Plänen des Breslauer Architekten R. Hönsch durch die Serkowitzer Baufirma F. W. Eisold für den Eigentümer Carl Schampel errichtet.

## Beschreibung

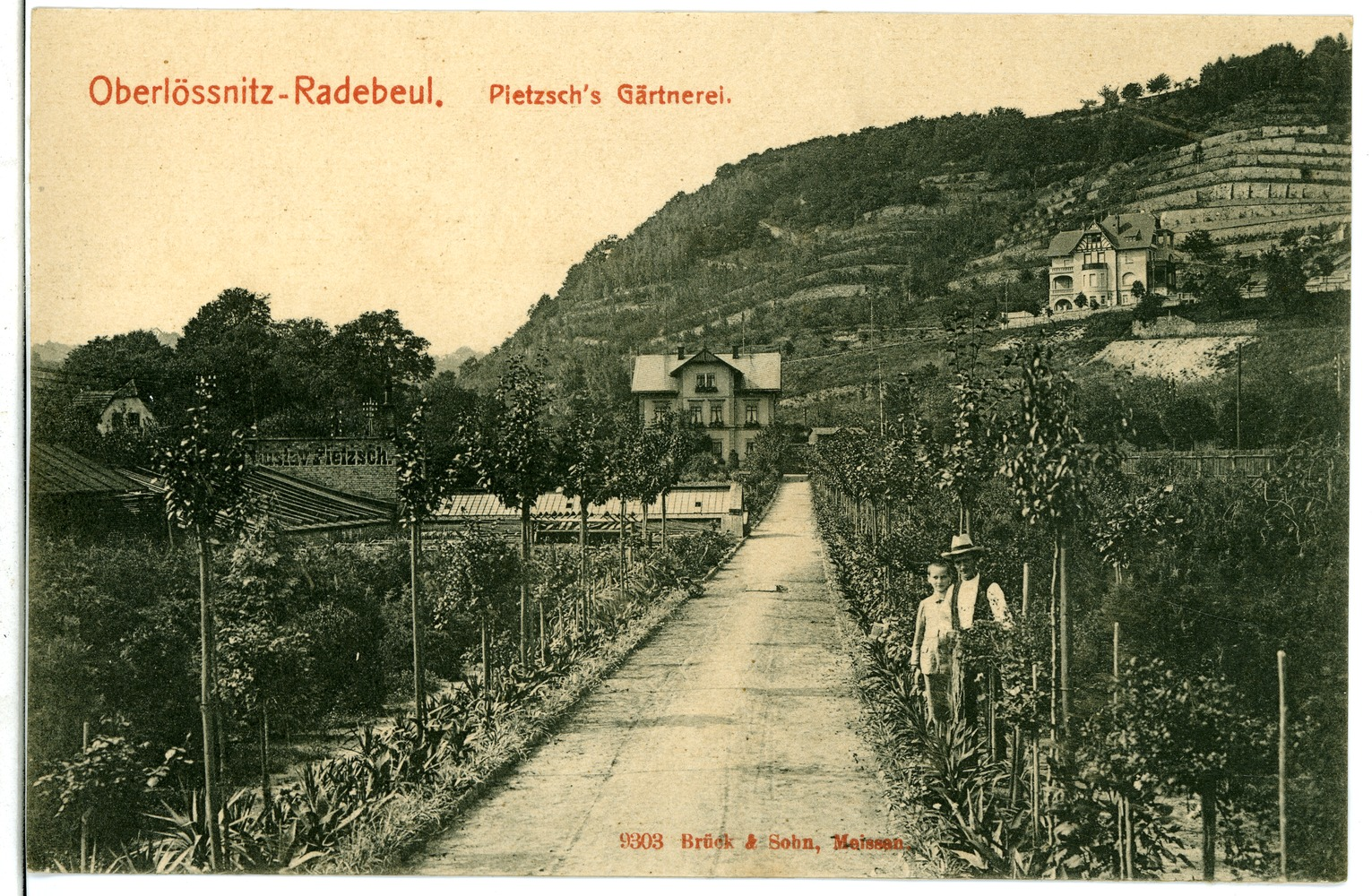
Landhaus Carl Schampel, 1907. Im Vordergrund befindet sich die Gärtnerei von Gustav Pietzsch, dem langjährigen Landschaftsgärtner der Gebrüder Ziller

Das zusammen mit seiner Stützmauer, Einfriedung, Pforte sowie der Garage unter Denkmalschutz stehende Landhaus liegt auf einem Hanggrundstück am Fuß des Weinbergs Goldener Wagen im Denkmalschutzgebiet Historische Weinberglandschaft Radebeul.
Das zweigeschossige, villenartige Gebäude steht auf einem hohen Souterraingeschoss und hat ein ausgebautes Krüppelwalmdach. Die Hauptansicht zur Straße hat einen betont asymmetrischen Fassadenaufriss, der dort stehende Risalit hat einen viertelbogigen Söller sowie einen Giebel mit Zierfachwerk, darüber ein Pseudo-Krüppelwalmdach. Links vom Risalit steht eine Loggia. In der östlichen Seitenansicht befindet sich der Eingang, dazu kommt ein hoher Verandavorbau.
Das auch als Villa bezeichnete Gebäude ist mit unterschiedlichen Strukturen verputzt, ergänzend dazu Gewände aus Sandstein, Holzveranden und Zierfachwerke.
Die Einfriedung besteht aus einer besonders hohen Stützmauer aus Polygonalmauerwerk zur Straße, die dort den steilen Weinberg abfängt. In dieser befindet sich rechts des Hauses eine Sandstein-Portalanlage, dahinter eine Treppe als Aufgang zum Grundstück. Die rundbogige Pforte trägt einen Schlussstein mit den Initialen FAB (für F. A. Blochwitz) und der Datierung 1916, über der Pforte steht ein Putto mit einem Füllhorn. Rechts des Eingangs findet sich ein korbbogiges Garagentor mit flachem Giebel, in dessen Schlussstein das Relief eines Automobils zu sehen ist.

## Geschichte
Carl Schampel ließ sich 1906/1907 durch den Serkowitzer Baumeister Wilhelm Eisold ein „recht großes, […] hochherrschaftliches“ Landhaus errichten, dessen Pläne von dem Breslauer Architekten R. Hönsch stammten.
Im Januar 1916 beantragte der neue Eigentümer F. A. Blochwitz den Bau eines „luxuriösen Autoschuppens“, dazu entstand eine Portalanlage, beide entworfen durch den Architekten und Baumeister Johannes Lehnert.
Der Politiker Wilhelm Bünger, von 1924 bis 1927 sächsischer Justiz-, danach Kultusminister und von 1929 bis 1930 Ministerpräsident des Landes Sachsen, hatte von 1926 bis 1932 seine Dienstwohnung in der Hoflößnitzstraße 72, die er zusammen mit seiner Ehefrau Doris Hertwig-Bünger, Politikerin der DVP und Reichstagsabgeordnete, bewohnte.
Nach Bünger wohnte dort der NSDAP-Politiker und sächsische Innenminister Karl Fritsch.